# Randall Thompson
Pour les articles homonymes, voir Thompson.
Randall Thompson est un compositeur et pédagogue américain, né le 21 avril 1899 à New York et décédé le 9 juillet 1984 à Boston (Massachusetts).

## Biographie
Carrière
Randall Thompson a étudié à l'Université Harvard, puis travailla à New York avec Ernest Bloch. Ayant obtenu une bourse de l'Académie américaine, il séjourna à Rome de 1922 à 1925, d'où il ressortit lauréat du Prix de Rome américain. Rentré aux États-Unis, il enseigna comme professeur assistant de musique et directeur de chœur, au Collège de Wellesley de 1927 à 1929. Il obtint un doctorat en musique de l'Eastman School of Music à l'Université de Rochester, enseigna de 1937 à 1939 à l'Université de Californie, puis dirigea l'Institut Curtis à Philadelphie, le département musical de l'Université de Virginie de 1941 à 1946, enseigna à l'Université de Princeton de 1946 à 1948, puis fut professeur à l'Université Harvard jusqu'en 1965. 
Influences musicales
Thompson est particulièrement connu pour ses œuvres chorales. Nationaliste, il puise son inspiration dans la musique folklorique américaine et dans le jazz. Il était membre honoraire de la société "Phi Mu Alpha Sinfonia Fraternity" à l'Appalachian State University de Boone (Caroline du Nord).
Thompson a composé trois symphonies et de nombreuses œuvres vocales, dont The Testament of Freedom, Frostiana, et The Peaceable Kingdom, d'après les tableaux d'Edward Hicks. Son œuvre chorale la plus populaire est son Alleluia, commande de Serge Koussevitzky pour l'inauguration du Berkshire Music Center à Tanglewood. Il a également composé les opéras Solomon and Balkis et The Nativity According to St. Luke.
Leonard Bernstein fut l'un des élèves de Thompson à l'Université d'Harvard. Parmi ses autres élèves figurent Samuel Adler, Leo Kraft, Juan Orrego-Salas, John Davison, Thomas Beveridge, Charles Edward Hamm, George Lynn, William P. Perry, Christopher King, Frederic Rzewski et David Borden.
En l'honneur de la vaste contribution de Thompson à la musique chorale pour voix d'hommes, le 2 mai 1964, il devint le premier récipiendaire de la prestigieuse récompense Glee Club du mérite de l'Université de Pennsylvanie. Créée en 1964, cette récompense souhaitait « honorer une personnalité chaque année qui s'était distinguée par sa contribution au monde musical et sa capacité à créer un climat propice dans lequel nos talents pourraient trouver une expression solide ». Il reçut aussi la médaille Sanford de l'Université Yale.

## Œuvres
Musique instrumentale
- Suite, pour hautbois, clarinette et alto - 1940

Musique vocale
- Pueri Hebraeorum, pour chœur de femmes - 1928
- The Lark in the Morn, pour chœur a cappella - 1938
- Alleluia, pour chœur a cappella - 1940
- 2 Herbert Motets, pour chœur mixte a cappella - 1970-1971

Chœur et/ou orchestre
- Americana - 1932
- The Peaceable Kingdom - 1936 - d'après les tableaux d'Edward Hicks, et basé sur des textes choisis de Isaiah
- The Testament of Freedom - 1943 - textes de Thomas Jefferson
- Requiem - 1958
- The Passion According to St. Luke (La Passion selon saint Luc), oratorio pour soli, chœur et orchestre - 1965

- The Last Invocation - 1922
- Odes of Horace - 1924
- The Piper at the Gates of Dawn, pour orchestre - 1940
- The Last Words of David - 1949
- Mass of the Holy Spirit (Messe de l'Esprit Saint) - 1955
- Ode to the Virginian Voyage - 1956
- Glory to God in the Highest - 1958
- Frostiana : Seven Country Songs - 1959 - un choix de poèmes de Robert Frost
- The Best of Rooms - 1963 - d'après un texte de Robert Herrick
- A Feast of Praise - 1963 - d'après des textes bibliques
- Place of the Blest - 1968 - d'après des textes de Robert Herrick et Richard Wilbur
- The Eternel Dove - 1969
- Bitter-Sweet - 1970
- The Twelve Canticles - 1983 - l'ultime composition de Thompson - Dédiée à l'Emory & Henry College Concert Choir - d'après 11 des passages préférés de Thompson de la Bible
- Velvet Shoes

Opéras
- Solomon and Balkis - 1942
- The Nativity According to St. Luke (La Nativité selon saint Luc) - 1961

Symphonies
- Symphonie nº 1 - 1929
- Symphonie nº 2 - 1929-1931
- Symphonie nº 3 - 1947-1949

Quatuors à cordes
- Quatuor nº 1 en ré mineur - 1941
- Quatuor nº 2 in sol majeur - 1967

## Sources
- (en) Cet article est partiellement ou en totalité issu de l’article de Wikipédia en anglais intitulé « Randall Thompson » (voir la liste des auteurs).
- Marc Honegger, Dictionnaire de la musique, éd. Bordas